# Frank Lentini

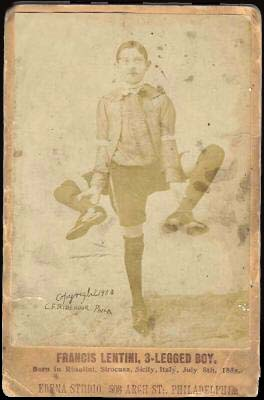
Frank Lentini

Francesco (Frank) A. Lentini (18. května 1889 – 21. září 1966) se narodil v Rosolini na Sicílii do rodiny s dvanácti dětmi (7 sester a 5 bratrů) a byl známý tím, že měl 3 nohy.

## Lentiniho vada
Lentiniho deformita byla výsledkem částečně absorbovaného siamského dvojčete. Dvojče k němu bylo připojeno ve spodní části páteře a sestávalo z pánevní kosti, mužských pohlavních orgánů a nohy v plné velikosti, s malým chodidlem připojeným ke kolenu této třetí nohy, to vše vycházející z pravé strany Lentiniho těla. Lentini měl tedy tři nohy, čtyři chodidla a dvě sady fungujících mužských pohlavních orgánů.

## Život
V Lentiniho 8 letech se rodina přestěhovala do USA a vstoupila do cirkusu Ringling Brothers Circus, kde předváděla vystoupení pod názvem The Great Lentini (Úžasný Lentini). Americké občanství dostal až roku 1911. Jeho kariéra trvala více než 40 let, pracoval s každým známým cirkusem, včetně cirkusu Barnum & Bailey a Buffalo Bill's Wild West Show. Lentini byl tak respektován mezi svými vrstevníky, že ho nazývali králem.
V mládí Lentini využíval svou výjimečnou třetí nohu ke kopání míče napříč jevištěm, čímž si vysloužil přezdívku 'Třínohý hráč fotbalu' (Three-Legged Football Player). V době, kdy bylo Frankovi 6 let, měly jeho normální nohy mírně odlišné délky - jedna měla 39 palců, druhá 38 palců. Jeho třetí noha měla pouze 36 palců a čtvrtá malá, připojená ke kolenu té třetí, byla deformovaná (congenital talipes equinovarus). Ještě v dospělosti měly obě jeho primární nohy různou délku a třetí byla o několik palců kratší. Stěžoval si, že přestože má tři nohy, tak žádné dvě nejdou do páru. V roce 1907 se oženil s Theresou Murrayovou a měl s ní 4 děti - Josephinu, Natale, Franka a Jamese.
Frank Lentini zemřel na selhání plic v Jacksonvillu na Floridě ve věku 77 let.
Lentiniho fotografie je uvedena na zadní straně alba rockové skupiny Alice in Chains z roku 1995.